# 富民站
富民站（韓語：부민역）是朝鮮民主主義人民共和國咸鏡南道咸兴市的一個鐵路車站，属于新兴线。

## 邻近车站
新兴线
Kadam站 - 富民站 - 长兴站